# Getreue Darstellung und Beschreibung der in der Arzneykunde Gebräuchlichen Gewächse
Getreue Darstellung und Beschreibung der in der Arzneykunde Gebräuchlichen Gewächse (abreviado Getreue Darstell. Gew.) es un libro con ilustraciones y descripciones botánicas que fue escrito por el botánico, farmacéutico y profesor universitario alemán Friedrich Gottlob Hayne y publicado en 8 volúmenes en los años 1805-1846.